# Søren Sørensen
Søren Peter Lauritz Sørensen (Havrebjerg, 9 gennaio 1868 – Charlottenlund, 13 febbraio 1939) è stato un chimico danese, noto per aver coniato il termine pH (potenziale idrogenionico) nel 1909 ed avere introdotto la relativa scala di misura dell'acidità e alcalinità.
Laureatosi all'Università di Copenaghen, divenne dal 1901 direttore del prestigioso Laboratorio Carlsberg fino al 1938, fondato dall'industriale danese (Jacob Christian Jacobsen) che creò l'omonima birreria. Durante gli anni di lavoro ai laboratori Carlsberg, fu particolarmente attivo nel campo dell'analisi delle proteine e nello studio degli aspetti termodinamici della chimica delle proteine.
Nel 1909 introdusse il significato di pH, il cui nome deriva dal tedesco potenz (potenziale) unito al carattere H che simboleggia l'idrogeno.

## Biografia
S. P .L. Sørensen nacque a Havrebjerg il 9 gennaio 1868. Figlio di un agricoltore, iniziò i suoi studi all'Università di Copenhagen all'età di 18 anni. Iniziò i suoi studi nella facoltà di medicina, ma sotto l'influenza del chimico Sophus Mads Jørgensen passò alla facoltà di chimica.
Nel 1900 divenne socio della Regia accademia danese di scienze e lettere.
Durante gli studi per il suo dottorato in chimica lavorò come assistente nel laboratorio di chimica dell'Istituto Politecnico Danese in uno studio sulla geologia danese, e anche come consulente per il Royal Naval Dockyard.
Si sposò due volte e la seconda moglie, Margrethe Høyrup Sørensen, collaborò con lui agli studi. 
Morì a Charlottenlund il 13 febbraio del 1939.